# 県立体育館前停留場
県立体育館前停留場（けんりつたいいくかんまえていりゅうじょう）は、熊本県熊本市西区上熊本二丁目にある熊本市交通局（熊本市電）の電停。停留所番号はB2。B系統が停車する。熊本県立総合体育館は当電停より東へ200m程の距離にある。

## 利用可能な路線
熊本市交通局
- 上熊本線 - ■B系統

## 歴史
- 1983年（昭和58年）1月20日：開業[1]。
- 2024年（令和6年）1月-3月：新型車両導入に備えたホームの延長、上屋の設置工事を実施[2]。

## 停留場構造
相対式2面2線であるが、上熊本電停方面と健軍町電停方面の停留所は離れている。
| のりば | 路線               | 方向 | 行先                                   | 備考                                   |
| ------ | ------------------ | ---- | -------------------------------------- | -------------------------------------- |
| 西側   | ■B系統（上熊本線） | 上り | 上熊本ゆき                             |                                        |
| 東側   | ■B系統（上熊本線） | 下り | 辛島町・通町筋・水前寺公園・健軍町方面 | 熊本駅前方面は辛島町で■A系統に乗り換え |

- 信号機のない横断歩道を渡ってアクセスする。

## 利用状況
| 1日乗降人員推移 | 1日乗降人員推移 |
| 年度            | 1日平均人数     |
| --------------- | --------------- |
| 2011年          | 289             |
| 2012年          | 224             |
| 2013年          | 312             |
| 2014年          | 256             |
| 2015年          | 314             |

## 停留場周辺
- 熊本市交通局上熊本電車車両基地
- 熊本県立総合体育館
- 熊本製粉
- 熊本看護専門学校
- 熊本中央警察署上熊本交番
- もち吉上熊本2丁目店
- ジョイフル上熊本店
- ファミリーマート上熊本2丁目店
- 快活クラブ上熊本店

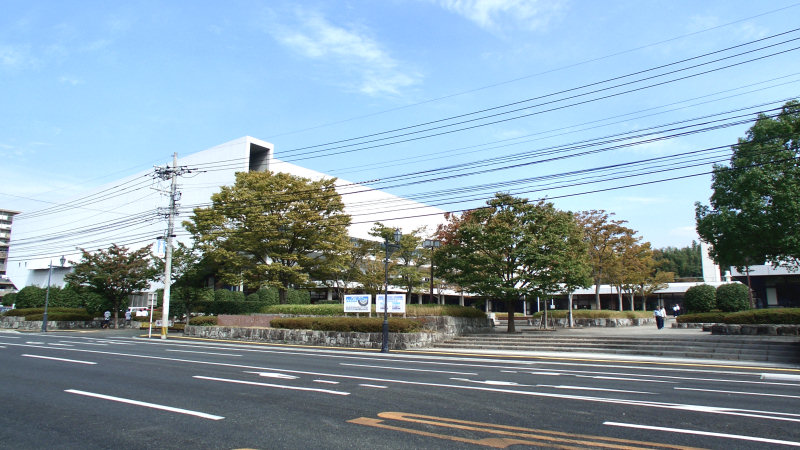
熊本県立総合体育館

- バイク王上熊本店（アップガレージライダース上熊本店）
- ソフトバンク上熊本店
- ドコモショップ上熊本店
- ローソン上熊本1丁目店
- 焼肉なべしま上熊本店

## バス路線
- 当停留場から最寄りのバス停留所は東へ200m程離れている県道熊本田原坂線（わが輩通り）沿いの県立体育館北口バス停である。

| 系統                             | 運行業者                         | 行先                                                   | 備考                             |
| 壺井橋、市役所前・日本郵政横方面 | 壺井橋、市役所前・日本郵政横方面 | 壺井橋、市役所前・日本郵政横方面                       | 壺井橋、市役所前・日本郵政横方面 |
| -------------------------------- | -------------------------------- | ------------------------------------------------------ | -------------------------------- |
| B1-1                             | 都市バス                         | 桜町BT（市役所前<※市役所本館前>経由）                  |                                  |
| J1-1                             | 都市バス                         | 小峯営業所（通町筋・水前寺駅前・京塚経由）             | 平日17時52分発の運行便のみ。     |
| K1-2                             | 都市バス                         | 動植物園西口・画図橋（通町筋・水前寺駅通り・県庁経由） | 本数少、土日祝日は2便のみ。      |
| K6-0                             | 都市バス                         | 県会議事堂前（通町筋・水前寺駅通り・県庁経由）         | 平日のみ運行、本数少。           |
| 上熊本駅方面                     |                                  |                                                        |                                  |
| B1-1                             | 都市バス                         | 上熊本営業所（上熊本駅前経由）                         |                                  |
| J1-1・K6-0                       | 都市バス                         | 上熊本駅前                                             | 土日祝日は2便のみ。              |

## 隣の停留場
熊本市交通局
■B系統（上熊本線）
上熊本電停 (B1) - 県立体育館前電停 (B2) - 本妙寺入口電停 (B3)